# کوه گیکی (کانادا)
کوه گیکی (به انگلیسی: Mount Geikie) یک کوه در کانادا است که در آلبرتا واقع شده‌است. کوه گیکی ۳٬۲۹۸ متر بالاتر از سطح دریا واقع شده‌است.